# The Writing's on the Wall
Ne doit pas être confondu avec Writing's on the Wall.
Albums de Destiny's Child
Destiny's Child
(1998) Survivor
(2001)
The Writing's on the Wall est le deuxième album studio du groupe de R&B féminin Destiny's Child, paru en 1999. L'album s'est vendu à ce jour à plus de 15 millions d'exemplaires. En 2001, il est certifié huit fois disque de platine par la Recording Industry Association of America.

## Titres
| No  | Titre                                                  | Auteur                                                                                             | Durée |
| --- | ------------------------------------------------------ | -------------------------------------------------------------------------------------------------- | ----- |
| 1.  | Intro (The Writing's on the Wall)                      | Beyoncé Knowles, LaTavia Roberson, Kelly Rowland, LeToya Luckett                                   | 2:05  |
| 2.  | So Good                                                | Kevin She'kspere Briggs, Kandi Burruss, B. Knowles, L. Luckett, L. Roberson, K. Rowland            | 3:13  |
| 3.  | Bills, Bills, Bills                                    | E. Phillips, Kandi, B. Knowles, L. Luckett, K. Rowland, L.Roberson)                                | 4:16  |
| 4.  | Confessions (featuring Missy Elliott)                  | M. Elliott, D. Holmes, G. Thomas                                                                   | 4:57  |
| 5.  | Bug a Boo                                              | K. Briggs, Kandi, B. Knowles, L. Luckett, L. Roberson, K. Rowland                                  | 3:32  |
| 6.  | Temptation                                             | Dwayne Wiggins, C. Wheeler, A. Ray, B. Knowles, K. Rowland, L. Luckett, L. Roberson                | 4:05  |
| 7.  | Now That She's Gone                                    | Chris Valentine, K. Fambro, D. Boynton, T. Geter, L. Simmons, A. Simmons                           | 5:35  |
| 8.  | Where'd You Go                                         | P. Status, C. Stokes, L. Roberson, L. Luckett, K. Rowland, B. Knowles                              | 4:15  |
| 9.  | Hey Ladies                                             | K. Briggs, Kandi, B. Knowles, L. Luckett, L. Roberson, K. Rowland                                  | 4:16  |
| 10. | If You Leave (featuring Next)                          | T. Turman, R. L. Hugger, C. Elliot, O. Hunter)                                                     | 4:35  |
| 11. | Jumpin, Jumpin                                         | R. Moore, Chad Elliot, B. Knowles                                                                  | 3:50  |
| 12. | Say My Name                                            | Rodney Jerkins, Fred Jerkins III, LaShawn Daniels, B. Knowles, L. Luckett, K. Rowland, L. Roberson | 4:31  |
| 13. | She Can't Love You                                     | K. Briggs, Kandi, B. Knowles, L. Luckett, I. Lindo, K. Rowland, L. Roberson                        | 4:04  |
| 14. | Stay                                                   | Darryl Simmons                                                                                     | 4:51  |
| 15. | Sweet Sixteen                                          | D. Wiggins, J. Watley, B. Knowles, K. Rowland                                                      | 4:12  |
| 16. | Outro (Amazing Grace... Dedicated to Andretta Tillman) | John Newton                                                                                        | 2:38  |

## Certifications
| Pays                    | Certification | Unités certifiées |
| ----------------------- | ------------- | ----------------- |
| Allemagne (BVMI)        | Or            | 250 000           |
| Australie (ARIA)        | 3 × Platine   | 210 000           |
| Belgique (BEA)          | Platine       | 50 000            |
| Canada (Music Canada)   | 5 × Platine   | 500 000           |
| Danemark (IFPI)         | 2 × Platine   | 40 000            |
| États-Unis (RIAA)       | 8 × Platine   | 8 000 000         |
| France (SNEP)           | 2 × Or        | 200 000           |
| Nouvelle-Zélande (RMNZ) | 3 × Platine   | 45 000            |
| Pays-Bas (NVPI)         | 2 × Platine   | 200 000           |
| Royaume-Uni (BPI)       | 3 × Platine   | 900 000           |
| Suisse (IFPI)           | Or            | 25 000            |